# Surdisorex
Surdisorex és un gènere de mamífers de la família dels sorícids. És un dels tres gèneres de miosoricins, que al seu torn són una de les tres subfamílies de musaranyes. Només n'hi ha tres espècies, totes endèmiques de Kenya:
- Musaranya ratolí de les muntanyes d'Aberdare (Surdisorex norae)
- Musaranya ratolí del mont Kenya (Surdisorex polulus)
- S. schlitteri

Sovint se les confon amb els talps musaranya.